# Cluedo (jeu télévisé)
Pour les articles homonymes, voir Cluedo (homonymie).
Cluedo est un jeu télévisé diffusé sur France 3, animé par Christian Morin (octobre et novembre 1994) et par Marie-Ange Nardi (août 1995), adapté du jeu télévisé anglais lui-même inspiré du jeu de société Cluedo.
Il y avait six acteurs qui participaient à cette émission reprenant le rôle des personnages du jeu :
- Bernard Menez (Docteur Olive, médecin qui souhaite se reconvertir dans la politique)
- André Pousse (Colonel Moutarde, militaire de carrière qui vient couler des jours heureux)
- Marie-Pierre Casey (Madame Leblanc, servante et cuisinière)
- Andréa Ferréol (Madame Pervenche, gérante de l'hôtel)
- David Brécourt (Professeur Violet, chercheur et historien)
- Carole Fantony (Mademoiselle Rose, réceptionniste)

Les quatre victimes furent interprétées par des vedettes du petit écran : 
- Marie-Ange Nardi ("La dinde aux marrons", 18 octobre 1994)
- Gérard Rinaldi ("Le diner est servi", 8 novembre 1994)
- Karen Cheryl ("La chute d'une petite reine", 1 août 1995)
- Thierry Beccaro ("La tactique du critique", 29 août 1995)

Le rôle du détective fut joué par Yves Milon, puis par Maurice Risch. L'émission tournée en plateau avec public alternait avec des séquences tournées en extérieur notamment au Château de Vault-de-Lugny.
Le succès n'étant pas au rendez-vous, le programme fut remanié après la deuxième émission. Marie-Ange Nardi et Maurice Risch remplacèrent le tandem Christian Morin/Yves Milon. L'émission passe en seconde partie de soirée pour l'année 1995. 
Dans la première version, des célébrités (Macha Béranger et Patrick Préjean pour "La dinde aux marrons", Michèle Laroque et Jean-Claude Poirot pour "Le diner est servi") accompagnaient des duos de candidats alors que dans la seconde, les candidats jouaient seuls et avaient des profils particuliers (commissaire de police, enquêteur amateur...).
Le public participait à l'aide de boîtiers électroniques et pouvait repartir avec des boîtes de jeu Cluedo. Les téléspectateurs pouvaient jouer par minitel et téléphone pour remporter des cadeaux. Des indices étaient dissimulés dans le magazine Télé-Loisirs et des grilles de jeu étaient détachables dans ce même support papier. 
Les audiences n'étant pas au rendez-vous, la diffusion s'arrêta après 4 émissions. Les émissions ont été republiées en 2021 sur Youtube par un internaute et les réponses sont présentes sur la fiche de chaque émission proposée par l'Inathèque.